# Laurent Garnier
Laurent Garnier (también conocido como Choice), (Boulogne-Billancourt, Francia, 1 de febrero de 1966) es un productor de música techno y disc jockey francés. Garnier empezó a pinchar en Mánchester a finales de la década de los 80. En la década siguiente, experimentó con una amplia variedad de estilos, siendo capaz de abarcar el deep house, el Detroit techno, el trance y el nu jazz. A principios de los años 90 empezó a trabajar en la producción y grabó varios discos.

## Primeras influencias
A finales de la década de 1970, Garnier descubrió las discotecas con su hermano en París, donde vivía su familia. Le encantaba la música disco, pero también escuchaba otros géneros musicales contemporáneos como el reggae, el funk y el punk. A los 16 años, Garnier empezó a grabar y mezclar música en un magnetófono.
En 1984, Garnier comenzó a trabajar como camarero en la embajada francesa en Londres. Estuvo allí durante un año y medio antes de mudarse a Mánchester en 1986. Mientras vivía en Inglaterra descubrió la escena house de Reino Unido en pleno auge y comenzó a pinchar.

## Carrera
En 1987, descubrió The Haçienda en Mánchester y se reunió con el disc-jockey residente Mike Pickering. El Chicago house y el Detroit techno se hicieron populares, y Garnier comenzó a realizar mezclas bajo el nombre de DJ Pedro.
En 1988 , regresó a Francia para cumplir con sus obligaciones militares. También pasó algún tiempo en Nueva York donde conoció a Frankie Knuckles. Garnier volvió su atención de nuevo a Francia a principios de 1990, estuvo participando en las fiestas Wake Up en el Rex Club de París durante tres años, mientras que en 1992 pinchó un set Weekender de tres días de duración en Sir Henry's en Cork. También pinchaba en clubes como Le Palace o Le Boy, mezclaba en las fiestas rave y fue avanzando gradualmente hacia la grabación. Para el sello discográfico FNAC, Garnier lanzó "French Connection" y el EP A Bout de Souffle. Después de que ese sello fuera a la quiebra, él formó el sello F Communications con Eric Morand (un amigo que también había trabajado para FNAC). A menudo también pinchaba en el "Open all hours" de Ministry of Sound en Londres los viernes por la noche, a principios y mediados de la década de 1990, y era un dj residente en The End antes de su cierre en enero de 2009.
Su primer álbum, Shot in the Dark, fue lanzado en 1994. El segundo, 30, apareció en 1997 y se incluye uno de los sencillos más vendidos de Garnier, "Crispy Bacon". 30 fue seguido por los trabajos retrospectivos Early Works. Después de aparecer en todo el mundo con presentaciones de DJ durante la década de 1990, Garnier volvió a la producción con Unreasonable Behaviour, lanzado a principios del año 2000, que contó con una de sus canciones más conocidas The Man with the Red Face. En 2005, fue lanzado The Cloud Making Machine, seguido el año siguiente por Retrospective. Este fue un álbum recopilatorio de grandes éxitos que tenía, tanto su trabajo original, como remixes; incluyendo algunos lanzados solamente en vinilo, además de temas raros. Su último álbum fue Tales of a Kleptomaniac en 2009.
Garnier ha colaborado con System 7, el saxofonista noruego Håkon Kornstad, y participó en varios shows en vivo con Bugge Wesseltoft (esas grabaciones aparecieron en Public Outburst y Retrospective).

## Libro-Memorias
En el año 2003 publicó sus memorias, junto al periodista y productor David Brun-Lambert, tituladas Electrochoc. En ellas, a través de un relato en primera persona en el que da cuenta del desarrollo de la escena de la electrónica más vanguardista desde sus inicios, Garnier nos presenta una perspectiva global del fenómeno con una visión sociológica de enorme valor. Más que unas memorias, el libro es una historia en vivo del desarrollo de la cultura rave desde unos inicios contraculturales y prácticamente marginales, hasta su consolidación como fenómeno absoluto de masas y su popularización a nivel global. En España se publicó en el año 2006 con el título de Electroshock, de mano de la editorial barcelonesa Global Rhythm Press. Dado el éxito del libro —fue best-seller en varios países—, en 2013 Garnier decidió reescribir el libro, añadiendo 8 capítulos inéditos a los ya existentes, en los que da buena cuenta del desarrollo de la escena una década después de su primera versión. Esta edición actualizada la publicó en 2018 la editorial Barlin Libros. 

## Discografía

### Álbumes
- Shot in the Dark (1994), F Communications
- Raw Works (US only compilation) (1996), Never Recordings
- 30 (1997), F Communications/PIAS France
- Unreasonable Behaviour (2000), F Communications
- Early Works (compilation) (1998), Arcade
- The Cloud Making Machine (2005), F Communications/PIAS
- Retrospective 1994 - 2006 (compilation) (2006), F Communications/PIAS (con  Håkon Kornstad)
- Public Outburst (live album) (2007)
- Tales of a Kleptomaniac (2009), PIAS
- HOME box (2015), F Communications
- De Película (2021), avec The Limiñanas, Because Music
- 33 Tours Et Puis S’en Vont (2023), COD3 QR

### Sencillos y EP

#### Con Ed Banger Records
- "Timeless EP" -2012

#### Con FNAC Music Dance Division
- "French Connection" (with Mix Master Doody) - 'as French Connection' (1991)
- Stronger By Design EP (1992)
- "Join Hands" (remixes) - (1992)
- Paris EP - 1993 - as 'Choice' (también publicado por Fragile Records)
- A Bout de Souffle EP - (1993) (también publicado por Warp Records)
- "For House Music Lovers" - 1993
- "Lost in Alaska" - 'as Alaska' - 1993
- Planet House EP - 1993

#### Con F Communications
- Dune (with Pascal Feos) - Alliance EP - 1994
- "Astral Dreams" - 1994
- Alaska - Deuxième EP - 1995
- Club Traxx EP - 1995
- "The Hoe" - 1996
- "Crispy Bacon Part 1" - 1997 - UK #60[5]
- "Crispy Bacon Part 2" - 1997
- "Flashback" - 1997
- "Coloured City" - 1998
- Club Traxx EP Vol 2 - 1998
- "The Sound of the Big Babou" - 1999
- "The Man with the Red Face" - 2000 - UK #65[5]
- "Greed" / "The Man with the Red Face" - 2000 - UK #36[5]
- "Sambou" - 2002
- "Returning Back to Sirius" - 'as Alaska' - 2003
- Marl Chingus (with Ludovic Llorca) - "6 Months Earlier" - 2004
- "The Cloud Making Machine" (reworks vol 1 & 2) - 2005

#### Con Innervisions
- Back to mMy Roots EP - 2008

### DVD
- Greed - DVD single - F Communications, Film Office, TDK Mediactive - 2001
- Live à l'Elysée Montmartre - F communications - 2002

### Compilaciones y sesiones DJ
- X-Mix - Destination Planet Dream (Studio !K7 - 1994)
- Mixmag Live Vol. 19 (1995)
- Laboratoire Mix (2xCD, React, 1996)
- Early Works (2xCD, 1998)
- Fashion TV: Spring - Summer 2001 Collection
- Classic And Rare : La Collection Chapter 3 (F Communications, 2002)
- Excess Luggage (3xCD, F Communications, 2003)
- The Kings Of Techno (Rapster Records, 2006)
- Mixmag 25 Years Anniversary  (2008)